# Milwa (Einheit)
Milwa war eine ägyptische Volumeneinheit (Hohlmaß).
- 1 Milwa = 2 Qadah = 4,125 Liter

Der Qadah wurde in der Neuzeit auf 2,062 Liter amtlich festgelegt. Historisch muss man aber in kleinen (0,94 Liter) und großen Qadah (1,88 Liter) unterscheiden.